# Септембарски устанак
Септембарски устанак (буг. Септемврииско въстание) је била оружана побуна коју је у септембру 1923. извела Бугарска комунистичка партија под притиском Коминтерне у покушају да се збаци нова влада Александра Цанкова која дошла на власт пучом од 9. јуна. Поред комуниста, устанак су подржали и земљорадници и анархисти. Циљ устанка је био "успостављање владе радника и сељака" у Бугарској, а не конверзија социо-економског система земље у комунизам.